# Orientierungslauf-Weltmeisterschaften 1970
Die 3. Orientierungslauf-Weltmeisterschaften fanden vom 27. September bis 29. September 1970 in der  bergigen und waldreichen Umgebung  von Eisenach und dem 20 Kilometer entfernten Kurort Friedrichroda in der DDR statt.
Nach den Weltmeisterschaften 1966 in Finnland und 1968 in Schweden fanden die Weltmeisterschaften nun erstmals in Mitteleuropa statt. 1964 fanden aber bereits Europameisterschaften in der Schweiz statt.

## Teilnehmende Nationen
Sportler aus 15 Ländern nahmen an den Orientierungslauf-Weltmeisterschaften teil. Das waren zwei teilnehmende Nationen mehr als 1968.
- Belgien
- BR Deutschland
- Bulgarien
- Dänemark
- Deutsche Demokratische Republik
- Finnland
- Kanada
- Norwegen
- Österreich
- Polen
- Schweden
- Schweiz
- Tschechoslowakei
- Ungarn
- Vereinigtes Königreich

## Herren

### Einzel
| Platz | Land | Athlet            | Zeit      |
| ----- | ---- | ----------------- | --------- |
| 1     | NOR  | Stig Berge        | 1:49:46 h |
| 2     | SUI  | Karl John         | 1:51:07 h |
| 3     | SUI  | Dieter Hulliger   | 1:51:46 h |
| 4     | NOR  | Ola Skarholt      | 1:51:56 h |
| 5     | NOR  | Per Fosser        | 1:52:42 h |
| 6     | DEN  | Flemming Nørgaard | 1:52:47 h |
| 7     | NOR  | Jostein Nielsen   | 1:54:18 h |
| 8     | NOR  | Åge Hadler        | 1:54:33 h |

Einzel:

Titelverteidiger:  Karl Johansson

Ort: Hohe Sonne

Länge: 14,5 km

Posten: 19

### Staffel
| Platz | Land | Athleten                                                               | Zeit      |
| ----- | ---- | ---------------------------------------------------------------------- | --------- |
| 1     | NOR  | Ola Skarholt Stig Berge Per Fosser Åge Hadler                          | 3:52:00 h |
| 2     | SWE  | Björn Nordin Karl Johansson Sture Björk Bernt Frilén                   | 4:07:06 h |
| 3     | TCH  | Zdeněk Lenhart Bohuslav Beránek Jaroslav Jašek Svatoslav Galík         | 4:07:20 h |
| 4     | FIN  | Reijo Kujansuu Markku Salminen Veijo Tahvanainen Veikko Kostiainen     | 4:12:19 h |
| 5     | SUI  | Dieter Hulliger Karl John Hansruedi Brand Urs Schaffner                | 4:19:57 h |
| 6     | DEN  | Jørn Esbensen Keld Olsen Flemming Nørgaard Leif Nørgaard               | 4:20:06 h |
| 7     | HUN  | Zoltán Boros János Sõtér Attila Horváth György Bozán                   | 4:23:51 h |
| 8     | GDR  | Michael Schubert Tassilo Schmalfeld Helmut Conrad Hans-Dieter Baumgart | 4:30:43 h |

Staffel:

Titelverteidiger:  Karl Johansson, Sture Björk, Sten-Olov Carlström, Göran Öhlund

## Damen

### Einzel
| Platza | Land | Athlet             | Zeit      |
| ------ | ---- | ------------------ | --------- |
| 1      | NOR  | Ingrid Hadler      | 1:10:39 h |
| 2      | SWE  | Ulla Lindkvist     | 1:12:44 h |
| 3      | NOR  | Kristin Danielsen  | 1:13:44 h |
| 4      | FIN  | Pirjo Seppä        | 1:14:07 h |
| 5      | SUI  | Helen Thommen      | 1:14:57 h |
| 6      | HUN  | Agnes Hegedűs      | 1:17:17 h |
| 7      | SWE  | Eivor Steen-Olsson | 1:17:24h  |
| 8      | HUN  | Sarolta Monspart   | 1:17:36 h |

Einzel:

Titelverteidigerin:  Ulla Lindkvist

Ort: Hohe Sonne

Länge: 7,5 km

Posten: 10

### Staffel
| Platz | Land | Athleten                                                  | Zeit      |
| ----- | ---- | --------------------------------------------------------- | --------- |
| 1     | SWE  | Birgitta Larsson Eivor Steen-Olsson Ulla Lindkvist        | 2:32:39 h |
| 2     | HUN  | Magda Horváth Agnes Hegedűs Sarolta Monspart              | 2:37:13 h |
| 3     | NOR  | Astrid Rødmyr Kristin Danielsen Ingrid Hadler             | 2:38:59 h |
| 4     | FIN  | Liisa Liukkonen Sinikka Kukkonen Pirjo Seppä              | 2:39:09 h |
| 5     | TCH  | Naděžda Mertová-Linhartová Renata Vlachová Anna Handzlová | 2:44:01 h |
| 6     | SUI  | Helen Thommen Ruth Schmid Ruth Schaffner                  | 2:52:16 h |
| 7     | DEN  | Else Marker-Larsen Annette Axelsen Mona Hebo              | 2:52:41 h |
| 8     | GDR  | Annelies Unger Erika Conrad Hannelore Bregula             | 2:55:55 h |

Staffel:

Titelverteidigerinnen:  Ingrid Hadler-Thoresen, Astrid Hensen, Astrid Rødmyr

## Medaillenspiegel
| Platz | Land             | Gold | Silber | Bronze | Gesamt |
| ----- | ---------------- | ---- | ------ | ------ | ------ |
| 1     | Norwegen         | 3    | -      | 2      | 5      |
| 2     | Schweden         | 1    | 2      | -      | 3      |
| 3     | Schweiz          | -    | 1      | 1      | 2      |
| 4     | Ungarn           | -    | 1      | -      | 1      |
| 5     | Tschechoslowakei | -    | -      | 1      | 1      |